# Bazincourt-Montplonne
Cet article court présente un sujet plus développé dans : Bazincourt-sur-Saulx et Montplonne.
Ancienne commune de la Meuse, la commune de Bazincourt-Montplonne a existé de 1972 à 1984. Elle a été créée en 1972 par la fusion des communes de Bazincourt-sur-Saulx et de Montplonne. En 1984 elle a été supprimée et les deux communes constituantes ont été rétablies.